# Miłosz Skrzypek
Miłosz Karol Skrzypek (ur. 1975) – polski historyk, profesor w Uniwersytecie Śląskim w Katowicach. 
Ukończył historię na Uniwersytecie Śląskim w Katowicach w 1999, gdzie uzyskał tytuł magistra na podstawie pracy pt. Dziedzictwo austriackie na Śląsku Cieszyńskim w latach 1918–1922 (promotor: prof. dr hab. Maria Wanda Wanatowicz). Tamteż w 2004 uzyskał stopień doktora nauk humanistycznych, na podstawie dysertacji pt. Śląsk Cieszyński w latach 1920-1922. Wrastanie w Polskę (promotor: prof. dr hab. Maria Wanda Wanatowicz). W 2018 uzyskał stopień doktora habilitowanego nauk humanistycznych na podstawie dzieła pt. Protokoły posiedzeń plenarnych Rady Narodowej Księstwa Cieszyńskiego (1918–1920), Część I Protokoły posiedzeń plenarnych Rady Narodowej Księstwa Cieszyńskiego (1918–1920), Część II Dokumenty Dodatkowe.
Od 2004 zatrudniony w Instytucie Historii Uniwersytetu Śląskiego. 
Jego zainteresowania koncentrują się wokół najnowszej historii Polski, ze szczególnym uwzględnieniem dziejów kresów południowo-zachodnich państwa polskiego. 

## Wybrane publikacje
- Wojciech Korfanty, Warszawa 2009, ISBN 978-83-7059-919-5[4].
- Poczet wybitnych powstańców śląskich, Bielsko-Biała 2011, ISBN 978-83-929815-7-2 (wspólnie z Lechem Krzyżanowskim i Maciejem Ficem).
- Protokoły posiedzeń plenarnych Rady Narodowej Księstwa Cieszyńskiego (1918-1920), Część I-II, Cieszyn 2016, ISBN 978-83-940832-4-3 i ISBN 978-83-940832-4-3 (wspólnie z Edwardem Długajczykiem).
- Śląsk Cieszyński w latach 1920–1922. Wrastanie w Polskę, Bielsko-Biała 2017, ISBN 978-83-63904-80-7.
- Europa XX-XXI wieku. Społeczno-polityczne konsekwencje kryzysów, Katowice 2017, ISBN 978-83-226-3043-3 (opracowanie i redakcja wspólnie z Marcelą Gruszczyk i Lechem Krzyżanowskim).